# Beyūẕ-e Yek
Beyūẕ-e Yek (persiska: بیوض یک, Beyūẕ) är en ort i Iran.   Den ligger i provinsen Khuzestan, i den västra delen av landet, 600 km sydväst om huvudstaden Teheran. Beyūẕ-e Yek ligger 26 meter över havet och antalet invånare är 454.
Terrängen runt Beyūẕ-e Yek är mycket platt. Runt Beyūẕ-e Yek är det ganska tätbefolkat, med 144 invånare per kvadratkilometer. Närmaste större samhälle är Jongīyeh, 17,1 km nordost om Beyūẕ-e Yek. Trakten runt Beyūẕ-e Yek består till största delen av jordbruksmark.